# Niszczyca blaszkowata

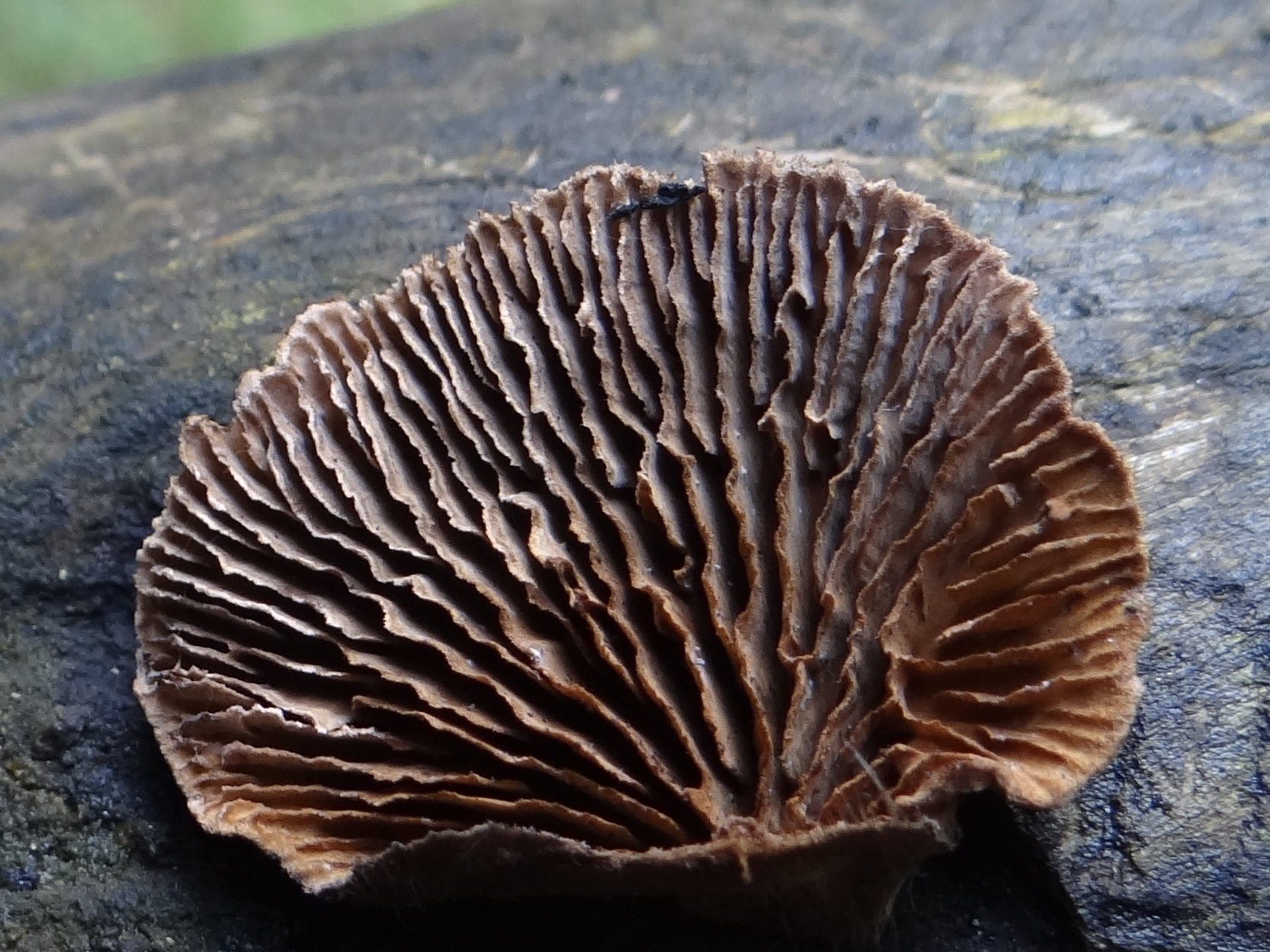
Blaszkowaty hymenofor

Niszczyca blaszkowata (Gloeophyllum abietinum (Bull.) P. Karst.) – gatunek grzybów należący do rodziny niszczycowatych (Gloeophyllaceae).

## Systematyka i nazewnictwo
Pozycja w klasyfikacji: Gloeophyllaceae, Gloeophyllales, Incertae sedis, Agaricomycetes, Agaricomycotina, Basidiomycota, Fungi (według Index Fungorum).
Po raz pierwszy takson ten zdiagnozował w 1789 roku Jean Baptiste François Pierre Bulliard, nadając mu nazwę Agaricus abietinus. Obecną, uznaną przez Index Fungorum nazwę, nadał mu w 1882 roku Petter Adolf Karsten, przenosząc go do rodzaju Gloeophyllum. Niektóre synonimy naukowe:

- Agaricus abietinus Bull. 1789
- Cellularia abietina (Bull.) Kuntze 1898
- Daedalea abietina (Bull.) Fr. 1821
- Gloeophyllum abietinellum Murrill 1908
- Irpex umbrinus Weinm. 1836
- Lenzites abietina (Bull.) Fr. 1838
- Lenzites abietinella (Murrill) Sacc. & Trotter 1912
- Lenzitina abietina (Bull.) P. Karst. 1889
- Reisneria abietina (Bull.) Teixeira 1986
- Reisneria papyracea Velen. 1922
- Xylodon umbrinus (Weinm.) Kuntze 1898.

Nazwę polską nadał Władysław Wojewoda w 2003 r., Stanisław Domański opisywał ten gatunek pod nazwą niszczyca jodłowa, a Józef Jundziłł jako siatkowiec jodłowy.

## Morfologia
Owocnik
Grubość u nasady do 7 mm, szerokość do 8 cm. Zazwyczaj przyrasta bokiem i ma kształt półkolisty, kolisty czasami listewkowaty. Górna powierzchnia ciemnobrązowa, z wiekiem jaśniejsza, jak gdyby wyprana, stare owocniki mogą być jednak niemal czarne. Młode owocniki są owłosione, z czasem owłosienie zanika i stają się nagie. Brzeg owocnika ostry, czasami falisty, ochrowy.
Hymenofor
Blaszkowy. Blaszki zwykle faliste, na jednym cm przy brzegu kapelusza znajduje się ich 8-12. oprócz głównych blaszek występują międzyblaszki. Pojedyncza blaszka ma grubość do 1 mm, szerokość przy podstawie ok. 1 cm i barwę od jasnobrązowej do ciemnobrązowej.
Miąższ
Ciemny i włóknisty. Ma grubość ok. 2 mm, w pobliżu blaszek jest gęsty i zbity, przy górnej powierzchni kapelusza rzadszy. Brak wyraźnego zapachu.
Cechy mikroskopowe
Strzępki generatywne ze sprzążkami, cienko lub nieco grubościenne. Mają grubość 2–4 μm. Strzępki szkieletowe grubościenne, o barwie od żółtawej do jasnobrązowej, rzadko rozgałęzione, kręte. Jest ich w owocniku najwięcej. Mają grubość 3–6 μm. Strzępki łącznikowe nieliczne, bardzo rozgałęzione, kręte, żółtawo-brązowe, o grubości 2–4 μm. Cystydy liczne, grubościenne, o wierzchołku szydłowatym lub zaokrąglonym i barwie brązowawej. Mają gładką powierzchnię, czasami tylko na wierzchołku występują kryształki. Mają rozmiar 25-60 × 4–7 μm i są równe z powierzchnią hymenium, lub niewiele tylko ponad nią wystają. Podstawki zgrubiałe, 4-sterygmowe, ze sprzążką przy podstawie. Mają rozmiar 26-32 × 5–6 μm. Zarodniki cylindryczne, hialinowe, gładkie, nieamyloidalne. Rozmiar: 9-12 × 3–4 μm.
Gatunki podobne
Najbardziej podobna jest niszczyca płotowa (Gloeophyllum sepiarium), która czasami również ma blaszkowaty hymenofor, jednak bardziej gęsty (15-4 blaszek na 1 cm), ponadto zwykle blaszki te anastomozują z sobą. Ponadto niszczyca płotowa ma jaśniejszy owocnik, a jego brzeg jest żółtawy. Istnieją też różnice mikroskopowe.

## Występowanie i siedlisko
W Europie i Azji jest szeroko rozprzestrzeniony, występuje także w Australii, na Nowej Gwinei, Karaibach i w stanie Ontario w USA. W Europie jest pospolity, na północy sięga po północne krańce Półwyspu Skandynawskiego, brak go na Wyspach Brytyjskich i w Islandii. W Polsce jest pospolity.
Występuje w lasach iglastych i w parkach, głównie na jodle pospolitej, świerku pospolitym i sośnie pospolitej. W Polsce zanotowano występowanie także na innych, uprawianych gatunkach drzew iglastych: na jodle wonnej (Abies amabilis) i daglezji zielonej (Pseudotsuga menziesii). Saprotrof pojawiający się głównie na martwym drewnie, również na konstrukcyjnym drewnie budowlanym, np. na ogrodzeniach, słupach, mostach. Bardzo rzadko tylko atakuje żywe jeszcze, ale bardzo osłabione drzewa – stare i już zamierające.
Owocniki są jednoroczne, ale przy odpowiedniej pogodzie rozwijają się przez cały rok – od stycznia do grudnia.